# عنکبوت‌های سرگلابی
عنکبوت‌های سرگلابی (نام علمی: Gallieniellidae) نام یک تیره از راسته عنکبوت است.